# 수갑

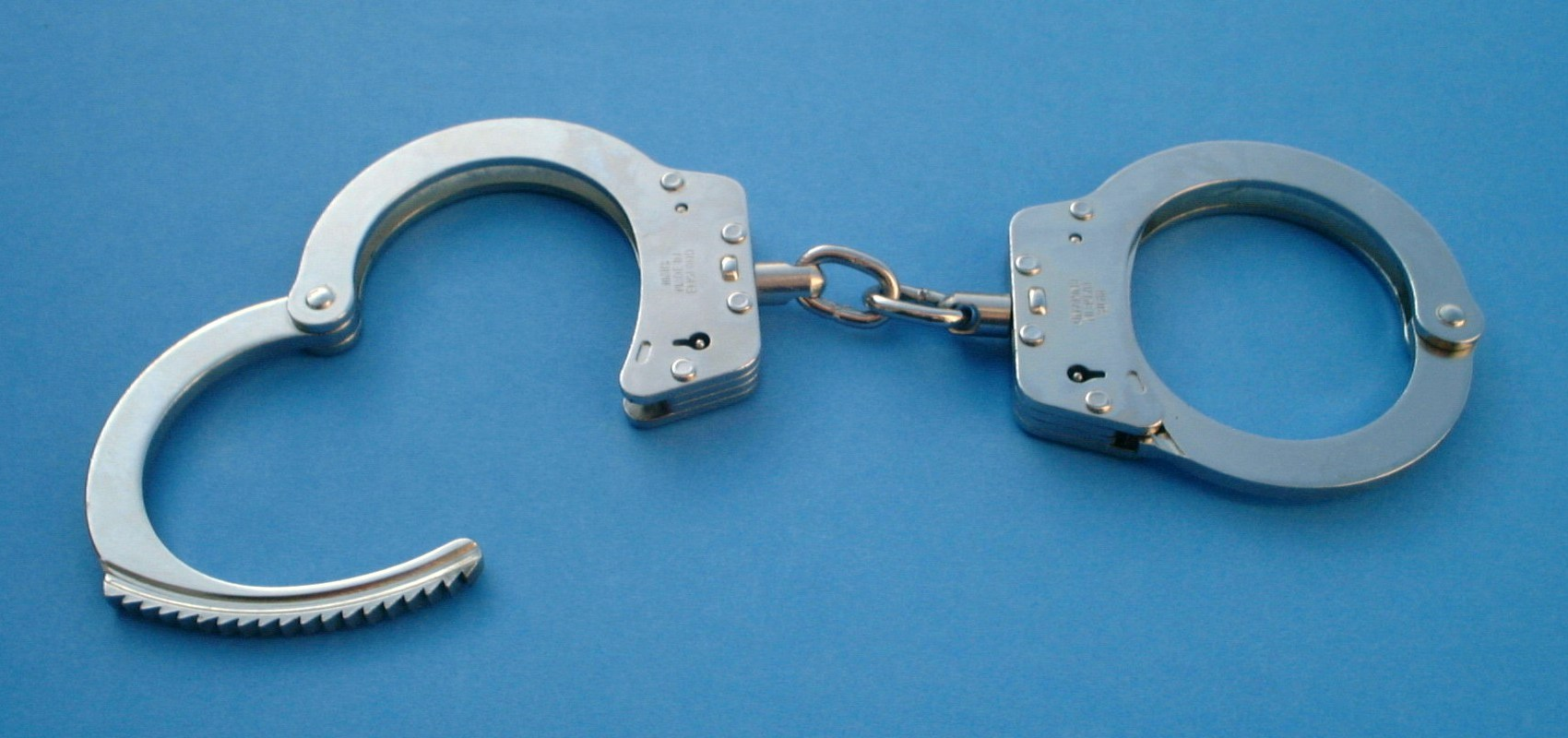
수갑

수갑(手匣)은 죄수, 피고인, 용의자가 행동이 부자유스럽도록 손목에 채우는 형구이다. 주로 경찰관 등 수사관들이 용의자를 검거할 때 용의자가 도주, 저항을 못하게 하기 위해 용의자의 손목에 채운다.
또한 형사재판을 받는 피고인의 난동 방지, 유치장, 구치소, 교도소 등에 수감된 죄수들이 난동을 일으키면 난동을 저지할 목적으로 채운다. 형사상 목적이 아니어도 전쟁에서 생포된 포로의 도주, 저항을 방지하기 위해 포로의 손목에 채우기도 하고 정신병원에 입원한 정신병자의 도주, 저항, 난동을 방지하기 위해 정신병자의 손목에 채우기도 하고, 자살시도자가 자살, 자해하는 것을 막기 위해 자살시도자의 손목에 채우기도 한다.
채울때는 자동으로 채워지고 풀 때는 열쇠로 풀도록 되어 있다.

## 같이 보기
- 족쇄